# Microgoniella sociata
Microgoniella sociata är en insektsart som beskrevs av Fowler 1900. Microgoniella sociata ingår i släktet Microgoniella och familjen dvärgstritar. Inga underarter finns listade i Catalogue of Life.